# Pseudobunaea redlichi
Pseudobunaea redlichi är en fjärilsart som beskrevs av Gustav Weymer 1901. Pseudobunaea redlichi ingår i släktet Pseudobunaea och familjen påfågelsspinnare. Inga underarter finns listade i Catalogue of Life.